# Liên họ Cánh cụt
Siêu họ Cánh cụt hay liên họ Cánh cụt (danh pháp khoa học: Staphylinoidea) là một siêu họ bọ cánh cứng. Nó là một nhóm rất lớn và đa dạng với sự phân bố toàn thế giới.

## Đặc trưng
Phần lớn các loài trong siêu họ Staphylinoidea là bọ cánh cứng có kích thước từ nhỏ tới trung bình với một cặp cánh trước cứng bị co ngắn hay cụt. Các cánh sau không có gờ hậu phụ trợ (thiết bị khóa), không có ngăn nêm và ngăn đỉnh. Đốt bụng thứ 8 không lồng hoàn toàn vào đốt bụng thứ 7. Phần lớn với đầu không có đường khớp trán.

## Phân loại
Staphylinoidea chứa các phân nhóm sau:
- Agyrtidae C.G. Thomson, 1859
- Hydraenidae Mulsant, 1844
- Leiodidae Fleming, 1821 = (Anisotomidae)
  - Platypsyllinae Ritsema, 1869 hay Leptinidae
- Ptiliidae Erichson, 1845
  - Cephaloplectinae hay Limulodidae Sharp, 1883
- Scydmaenidae Leach, 1815
- Silphidae Latreille, 1807
- Staphylinidae Latreille, 1802 (bọ cánh cụt, kiến nhiều khoang)
  - Scaphidiinae hay Scaphidiidae Latreille, 1807
  - Pselaphinae hay Pselaphidae Latreille, 1802

Các hóa thạch rõ ràng thuộc về nhóm này có niên đại tới kỷ Trias và nguồn gốc đầu đại Trung sinh của nhóm là có thể.

## Hình ảnh

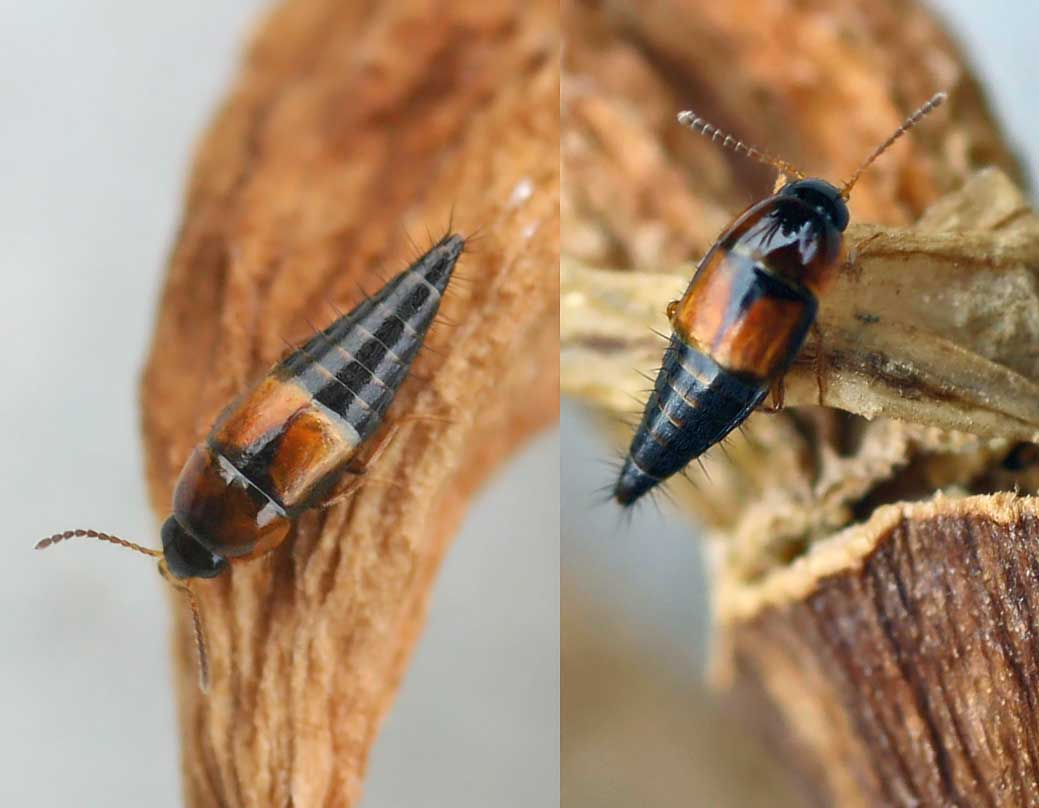
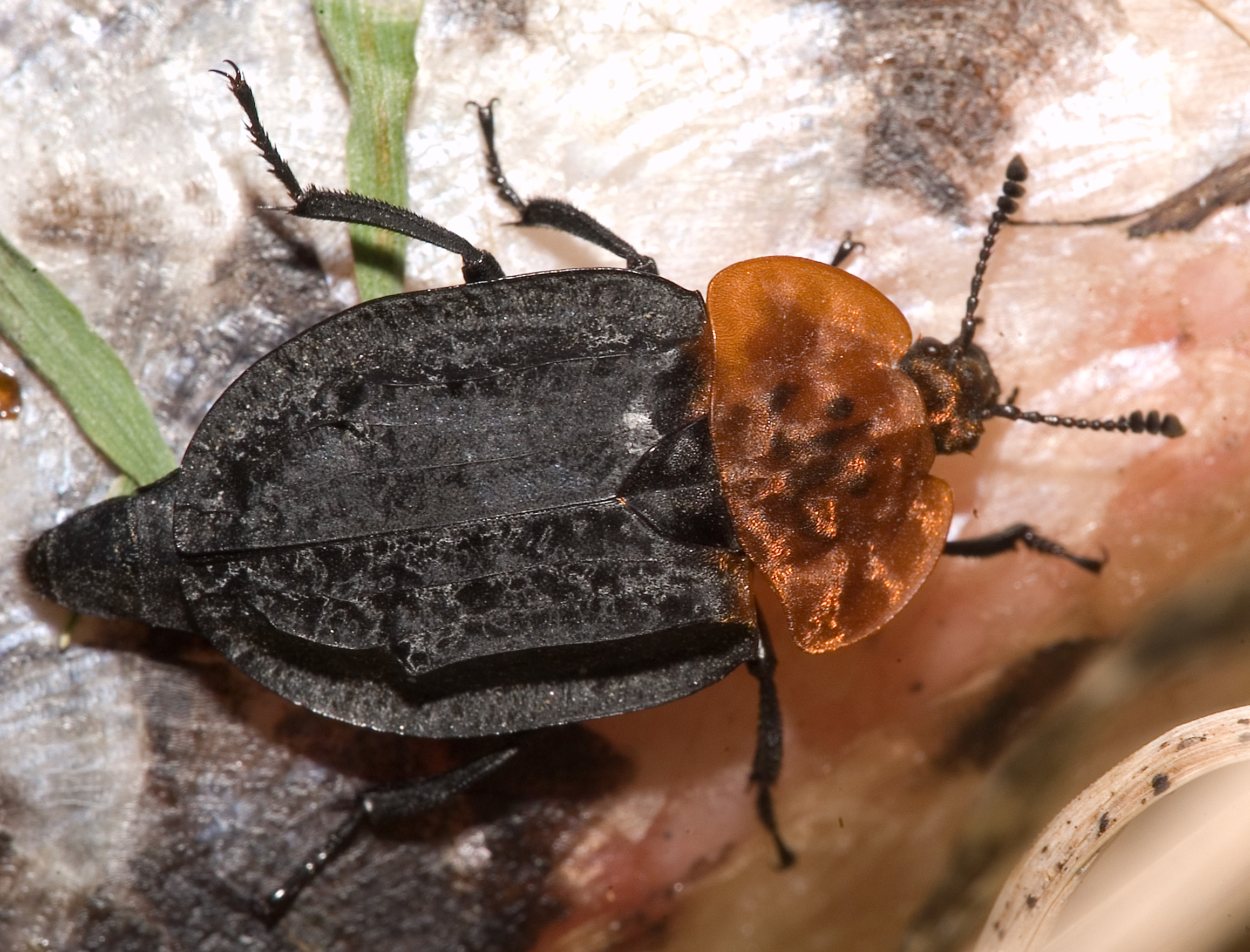
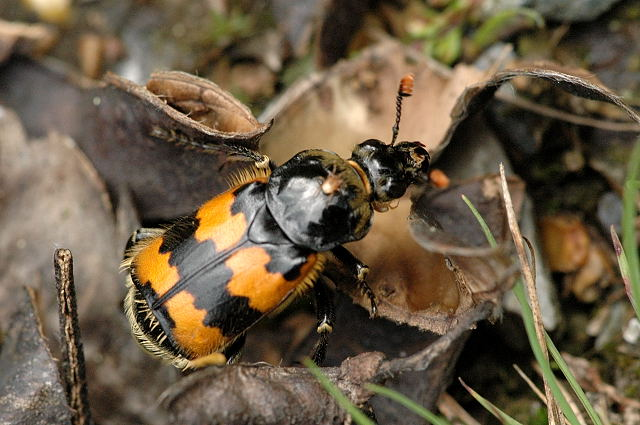
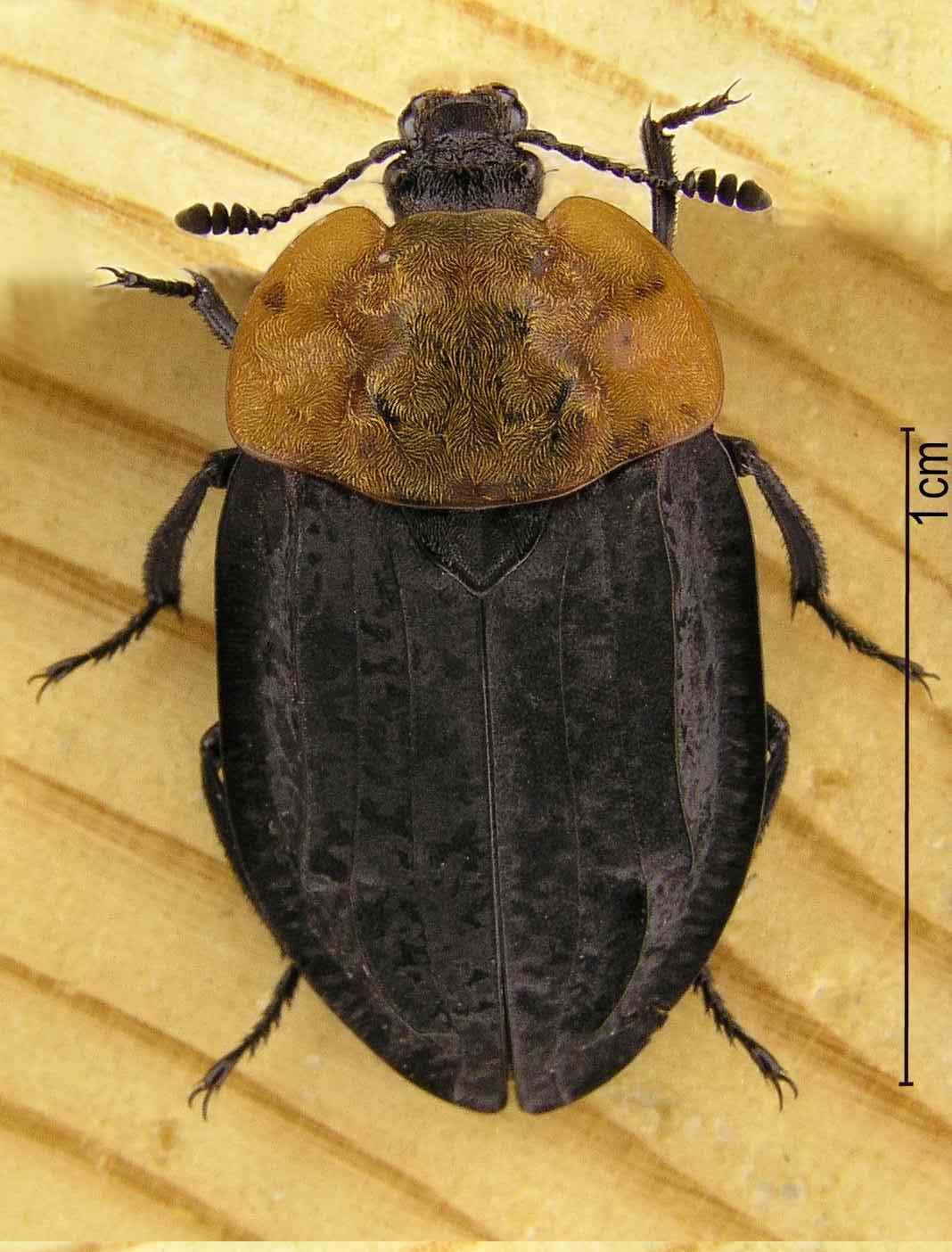